# Mesechites
Mesechites es un género de fanerógamas de la familia Apocynaceae. Contiene ocho especies. Es originario de América tropical.

## Descripción
Son plantas trepadoras delgadas con látex lechoso. Hojas opuestas, ovadas a oblongo-elípticas, 2–10 cm de largo y 0.5–5 cm de ancho, ápice obtuso a acuminado, base truncada a redondeada, glabras, coriáceas. Inflorescencia corimboso-racemosa, axilar, a veces basalmente ramificada, con flores amarillo pálidas a blanquecinas, generalmente con centro verde y rojizas en la parte exterior del tubo; sépalos fusionados en la base, obtusamente ovados, 3–4 mm de largo; corola hipocrateriforme, el tubo 2–3 cm de largo, los lobos 0.6–0.8 cm de largo. Folículos delgados y teretes, no moniliforme-comprimidos, ca 3 mm de ancho; semillas apicalmente plumosas.

## Taxonomía
El género fue descrito por Johannes Müller Argoviensis y publicado en Flora Brasiliensis 6(1): 150–151. 1860. La especie tipo es: Mesechites mansoanus (A.DC.) Woodson

## Especies
- Mesechites acutisepalus Monach., Mem. New York Bot. Gard. 10(1): 135 (1958).
- Mesechites angustifolius (Poir.) Miers, Apocyn. S. Amer.: 230 (1878).
- Mesechites citrifolius (Kunth) Woodson, Ann. Missouri Bot. Gard. 19: 387 (1932).
- Mesechites mansoanus (A.DC.) Woodson, Ann. Missouri Bot. Gard. 20: 636 (1933).
- Mesechites minimus (Britton & P.Wilson) Woodson, Ann. Missouri Bot. Gard. 19: 386 (1932).
- Mesechites repens (Jacq.) Miers, Apocyn. S. Amer.: 229 (1878).
- Mesechites roseus (A.DC.) Miers, Apocyn. S. Amer.: 232 (1878).
- Mesechites trifidus (Jacq.) Müll.Arg. in C.F.P.von Martius & auct. suc. (eds.), Fl. Bras. 6(1): 151 (1860).